# ساندور إيجرفاري
ساندور إيجيرفاري (من مواليد 15 يوليو 1950) هو مدرب كرة قدم مجري ولاعب سابق.
التحق بجامعة التربية البدنية في بودابست، وحصل على مؤهل مدرب كرة قدم عام 1983. أكمل دورتي الاتحاد الأوروبي لكرة القدم و بي، بالإضافة إلى دورة رخصة المحترفين. قاد أنديةً للفوز باللقب المحلي والكأس.

## مسيرة اللعب
1971–1972 الدوري المجري الأول – سبارتاكوس إس إي.
1972–1981 دوري الدرجة الأولى المجري – بودابست هونفيد وإم تي كيه في إم.
1974 عضو في الفريق الأولمبي الوطني.

## مهنة الإدارة
بدأ إيجرفاري مسيرته التدريبية كمدرب مساعد في آخر مشاركة للمجر في كأس العالم، وكان ذلك في بطولة المكسيك 1986، عندما كانت المجر من أفضل المنتخبات الأوروبية في العالم. وكان مدربًا مساعدًا للمنتخب الوطني لمدة ثلاث سنوات.
ثم عمل مساعدًا لمدرب المنتخب الكويتي لمدة عامين بين عامي 1986 و1988. عاد إيجرفاري بعد ذلك إلى وطنه المجر، وقد اكتسب شهرةً واسعةً كمدربٍ من الطراز الأول. ساعد المدرب جوزيف بوث لموسمٍ واحد، ثم ساعد جيورجي ميزي، على مدار العامين التاليين، في نادي هونفيد خلال الفترة بين عامي 1988 و1991، حيث ساعد نادي بودابست على تحقيق لقبين من بين إنجازاتٍ أخرى. وقد تحقق ذلك مع كلا المدربين، بصفتهما مساعدًا للمدرب. كما حقق هونفيد أداءً جيدًا في المسابقات الأوروبية خلال فترة وجوده هناك.
بعد نجاحه المحلي، انتقل إيجرفاري إلى نادي بي في إس سي بودابست المنقرض. تولى تدريبه عندما كان الفريق في قاع الترتيب، لكنه ترك بصمته عليه. حل بي في إس سي وصيفًا للدوري والكأس خلال فترة نجاحه هناك. ثم أمضى إيجرفاري فترة قصيرة في المملكة العربية السعودية، مدربًا للاتحاد، قبل أن يغمره إغراء تحقيق المزيد من النجاح في المجر. في عام 1998، تولى تدريب إم تي كيه وقاده إلى الفوز باللقب وكأس المجر.
دوناوجفاروس
حقق أحد أبرز نجاحاته بانتقاله إلى دوناوجفاروش عام 1999. ومرة أخرى، أثمرت مهاراته التدريبية الرائعة عن نتائج مبهرة، وتوج الفريق بطلاً في موسمه الثاني هناك. كما حقق دونافير نجاحًا في كأس أوروبا، بفوزه على هايدوك سبليت في مشواره. وفي الموسم التالي، قاد إيجرفاري دوناوجفاروش إلى المركز الثاني.
أم تي كي هنغاريا
ثم عاد إلى بودابست ليدير فريق أم تي كي مجددًا. وحقق لهم البطولة في عامه الأول هناك. كما فاز أم تي كي بكأس السوبر في ذلك العام، ليعيد إلى نادي بودابست الشهير ذكريات جميلة.
فاساس
ثم تولى مسؤولية نادي فاساس لفترة قصيرة، قبل أن يحزم حقائبه مرة أخرى ويعود إلى الكويت.
السالمية
وقاد نادي السالمية إلى المركز الثالث، ونجح أيضًا في مساعدتهم على إنهاء بطولة كأس مجلس التعاون الخليجي ضمن المراكز الأربعة الأولى.
جيور
في عام 2007، انتقل إيجرفاري إلى جيور في المجر، وقاد النادي من قاع الدوري إلى المركز الثالث، والتأهل إلى كأس الاتحاد الأوروبي. وقد أصبح هذا الحدث أكثر خصوصية لأنه كان المرة الأولى منذ 22 عامًا التي يصل فيها جيور إيتو إف سي إلى أوروبا. ساعد جيور على الفوز على زيستابوني الجورجي، في مباراتين ذهابًا وإيابًا، قبل مواجهة العملاق الألماني في إف بي شتوتغارت في الجولة التالية. عانى فريقه جيور الشاب من إصابات عديدة، حيث تعرض قائده الرئيسي بيتر ستارك لكسر في ضلوعه، مما أدى إلى غيابه عن معظم الموسم. كما عانى جيور من الإرهاق بعد مشاركتهم في كأس الاتحاد الأوروبي، وقررت إدارة النادي الاستغناء عن خدماته في ديسمبر 2008.
المجر تحت 20 سنة
قضى إيجرفاري فترة قصيرة مدتها ستة أشهر خارج اللعبة، وقرر التركيز على تحسين مهاراته في اللغة الإنجليزية خلال ذلك الوقت. لقد تلقى عروضًا من الأندية لخدماته، لكنه شعر أنه بحاجة إلى إعادة شحن بطارياته بشكل صحيح. ثم تلقى عرضًا لم يستطع رفضه ببساطة. عرض عليه رئيس الاتحاد المجري لكرة القدم آنذاك، إستفان كيستيليكي، وظيفة مدير المنتخب الوطني تحت 20 عامًا، قبل أكثر من شهر بقليل من نهائيات كأس العالم تحت 20 عامًا 2009 في مصر. قبل، وبدأ العمل على فريقه الشاب في وقت قصير جدًا. أثبت إيجرفاري مرة أخرى جدارته من خلال توجيه المجريين الصغار إلى مركز الميدالية البرونزية في النهائيات، والتي تضمنت انتصارات كبيرة على منتخب إيطاليا لكرة القدم تحت 20 عامًا ومنتخب جمهورية التشيك لكرة القدم تحت 20 عامًا.
عاد منتخب المجر الشاب إلى مطار بودابست وسط احتفالات صاخبة، حيث استقبله أكثر من ألف شخص. ولعل هذا الإنجاز هو الأفضل للمنتخب المجري منذ نهائيات كأس العالم لكرة القدم 1954 في سويسرا. تولى أيضًا منصبًا إداريًا لمنتخب تحت 21 عامًا، وهزم منتخب إيطاليا تحت 21 عامًا في المجر بنتيجة 2-0. ويحتل منتخب تحت 21 عامًا حاليًا المركز الثاني، ولديه فرصة كبيرة للتأهل إلى دورة الألعاب الأولمبية بلندن 2012.
هنغاريا
أدى رحيل الهولندي إروين كومان إلى أن يكون إيجرفاري هو الخيار الواضح  تولى قيادة المنتخب المجري بالكامل لأول مرة. عُيّن رسميًا في 23 يوليو 2010، وكانت مهمته الأولى قيادة المنتخب المجري إلى إنجلترا لخوض مباراة ودية على ملعب ويمبلي في 11 أغسطس 2010. ومرة أخرى، كُلّف بمهمة إعداد فريقه في وقت قصير جدًا، ولكن كما أثبت نجاحه في مصر مع منتخب الشباب تحت 20 عامًا، كان على قدر التحدي.
في تصفيات يورو 2012، ظهر إيجرفاري لأول مرة ضد السويد بخسارته 2-0 في ستوكهولم في 3 سبتمبر 2010. وعلى أرضه، كانت أول مباراة له بالفوز 2-1 على مولدوفا. وفي مباراتهم الثالثة، سحق الفريق سان مارينو 8-0 في ملعب بوشكاش فيرينك. وكانت مباراتهم الثانية خارج أرضهم في ملعب هلسنكي الأولمبي، حيث سجل آدم سالاي الهدف الافتتاحي. وعادل ميكائيل فورسيل النتيجة في الدقيقة 88، لكن المجر فازت بالمباراة بهدف متأخر سجله بالاش دزودزاك في الدقيقة 94. في عام 2011، لعبت المجر أول مباراة لها ضد أذربيجان في مكتوم بن راشد آل مكتوم، دبي. وفي الدقيقة 37، سجل جيرجيلي رودولف هدفًا. وسجل الهدف الثاني تاماس هاجنال في الدقيقة 81. وفازت المجر على أذربيجان 2-0 في مباراة ودية. أقيمت أول مباراة في تصفيات يورو 2012 ضد هولندا على أرضها في ملعب بوشكاش فيرينك في 25 مارس 2011. وهُزمت المجر بنتيجة 4-1 أمام 23817 مشجعًا. أقيمت المباراة الثانية بعد أربعة أيام في 29 مارس 2011. وهُزمت المجر بنتيجة 5-3 في مباراة مثيرة. سجل جيرجيلي رودولف هدف التعادل (1-1)، وسجل جيرا زولتان الهدف الثاني للمجر (1-2) والهدف الثالث (3-3). وأخيرًا، تغلبت هولندا على المجر بنتيجة 5-3 في أمستردام أرينا. في مارس 2011، احتلت المجر المركز الثالث في مجموعتها. كان أحد أهم نجاحات إيجرفاري التدريبية هو تصفيات يورو 2012 بين المجر والسويد. ونظرًا لإصابات أشخاص رئيسيين مثل بالاز دزودزاك ورولان جوهاس وزولتان جيرا، لم يتوقع أحد الفوز على السويد. في 2 سبتمبر 2011، سجل سزابيتش هدفًا ضد السويد على ملعب بوشكاش فيرينك في الدقائق الأخيرة من الشوط الأول. إلا أن السويد عادلت النتيجة في الشوط الثاني. وأدى هدف متأخر سجله زميله المهاجم جيرجيلي رودولف إلى احتفال 25,000 متفرج في السويد في تصفيات يورو 2012 بنتيجة 2-1.
في 11 أكتوبر 2013، استقال إيجرفاري فورًا بعد الهزيمة بنتيجة 8-1 أمام هولندا في أمستردام في المباراة قبل الأخيرة من تصفيات كأس العالم 2014، حيث حصلت المجر على فرصة تأمين المركز الثاني في المجموعة الرابعة والذي كان من الممكن أن يؤهلها لمباريات الملحق. تم تذكره لنهضة كرة القدم المجرية الحديثة، وساهم في نجاح المجر لاحقًا في بطولة أمم أوروبا 2016.
ديوسجيور
في 29 ديسمبر 2015، تم تعيينه مديرًا  لنادي ديوسجوري في البطولة الوطنية المجرية.

## فيلموغرافيا
- الهروب إلى النصر (1981) - لاعب الفريق الألماني (غير مذكور).

## جائزة الإدارة
حصد إيجرفاري العديد من الجوائز خلال مسيرته كمدرب بارز في المجر والشرق الأوسط. وكان مدرب العام في أعوام 1996، 1999، 2000، 2001، 2003، و2009.